# ماهاما جونسون تراوري
ماهاما جونسون تراوري (1 يناير 1942 - 8 مارس 2010) (بالفرنسية: Mahama Johnson Traoré)‏ سيناريست ومخرج أفلام سنغالي، ومؤسس مشارك للمهرجان الأفريقي للسينما والتلفزيون في واغادوغو.

## مسيرته
ولد تراوري عام 1942 في داكار. تراوري، وهو ابن رجل أعمال، درس في السنغال ومالي وفرنسا ليكون مهندسًا كهربائيًا. في باريس ترك دراسته لمتابعة شغفه بالسينما. هناك التحق بالكونسرفتوار الحرّ للسينما الفرنسيّة.

### أفلام
أصبح تراوري أحد صانعي الأفلام الرائدين في جيل ما بعد الاستقلال، مرتبطًا بفنانين مثل عثمان سمبين. من أواخر الستينيات إلى أوائل الثمانينيات، أنتج تراوري عددًا من أفلام لغة الولوف التي تتضمن رسائل اجتماعية قوية. أشهر أفلامه كان (Diankha-bi) (الفتاة الصغيرة في الولوف) عام 1968، والذي فاز بالجائزة الكبرى في مهرجان دينار السينمائي (Dinard). 
كان تراوري يعمل على مسرحية تاريخية (Nder ou les flammes de l'honneur) شارك في كتابتها مع المنتجة الجزائرية مريم حميدات.   

### الأنشطة الثقافية
كان تراوري أحد مؤسسي المهرجان الأفريقي للسينما والتلفزيون في واغادوغو ومهرجان قرطاج السينمائي في عام 1969. من 1975 إلى 1983 كان أمينًا عامًا لاتحاد عموم إفريقيا لصانعي الأفلام (Fédération panafricaine des cinéastes FEPACI).   من 1983 إلى 1985 كان مديرًا لشركة السنغال الوطنية لإنتاج الأفلام. ولعب في جميع هذه المكاتب دورًا بارزًا في العلاقات بين الدول الأفريقية وصانعي الأفلام.
كما كان مؤسسًا ومحررًا وناشرًا منذ عام 2008 لمجلة (Cahiers d’Afrique). نشط مع مهرجان فيسباكو وصناعة الأفلام حتى وفاته، في عام 2009 تم توشيحه بوسام فارس الفنون والآداب والاتصال من قبل حكومة بوركينا فاسو. في يوليو 2009، عمل كعضو لجنة تحكيم في المهرجان الثقافي الأفريقي الثاني بالجزائر.

### وفاته
توفي في 8 مارس 2010 في باريس، بعد إصابته بمرض الكلى المزمن، ودُفن في مقبرة المسلمين في يوف، بالقرب من داكار.

## روابط خارجية
- ماهاما جونسون تراوري على موقع IMDb (الإنجليزية)
- ماهاما جونسون تراوري على موقع ألو سيني (الفرنسية)
- ماهاما جونسون تراوري على موقع أول موفي (الإنجليزية)
- ماهاما جونسون تراوري على موقع قاعدة بيانات الأفلام السويدية (السويدية)
- ماهاما جونسون تراوري على موقع قاعدة بيانات الفيلم (الإنجليزية)
- ماهاما جونسون تراوري على موقع كينوبويسك (الروسية)